# Backsvala
Backsvala (Riparia riparia) är en kolonihäckande brungrå och vit svala. Den häckar över stora delar av norra halvklotet och övervintrar i tropiska områden på södra halvklotet. Den minskar i antal, men det globala beståndet anses ändå livskraftigt. I Sverige är den dock upptagen på rödlistan som sårbar.

## Utseende och läte

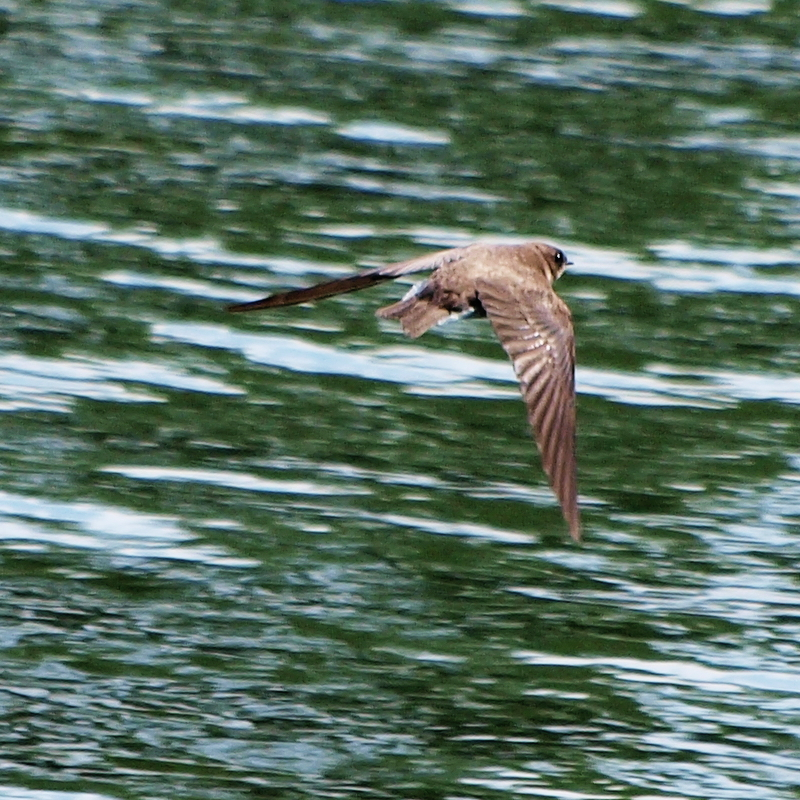
Backsvala i Vancouver, British Columbia.

Backsvalan är cirka 12–13 cm lång, har ett vingspann på mellan 27 och 29 cm och väger cirka 14 gram. Dess svarta platta näbb är bred och kort, anpassad för att fånga små flygande insekter i flykten. Stjärtens sidopennor är korta, varför stjärten är grundare kluven än hos många andra svalor i dess häckningsområde. De bruna tårna och tarserna är nästan nakna. Ovansidan‚ och ett brett tydligt tvärband över bröstet, är matt gråbrun. Undersidan är vit‚ medan vingar och stjärt är svartbruna. Juvenilen har ljusare bräm på ovansidans fjädrar, och en gråbeige haka, till skillnad från de adultas vita.
Dess bruna ovansida, vita strupe och tydliga bröstband, tillsammans med dess litenhet skiljer den ifrån de flesta svalarter i dess utbredningsområde, såsom hussvala (Delichon urbicum), klippsvala (Petrochelidon pyrrhonota) och andra arter inom släktet Riparia. I vinterkvarter kan den förväxlas med, framför allt sittande, bandsvala (Neophedina cincta) som förekommer söder om Sahara. I flykten skiljer den sig tydligt från backsvalan genom vita undre vingtäckare och helt okluven stjärt.
Backsvalan har ett raspande tonlöst lockläte, som den yttrar hela tiden då den flyger, och som ofta framförs i ökad takt, när den är i närheten av trängseln kring kolonin. Den har även ett ljusare varningsläte, som ljuder när falkar,  kråkfågel eller annan möjlig predator behöver jagas iväg med gemensamma krafter.
Blek backsvala (Riparia diluta) är mycket lik backsvalan (Riparia riparia) men har jämfört med denna en blekare gråbrun ovansida och ett mindre distinkt bröstband. De skiljer sig även på kindfläckens kontrast, graden av stjärtklyvning, mängden tarsbefjädring och på varningsläte.

## Utbredning och systematik
Backsvalan beskrevs taxonomiskt första gången 1758 av Carl von Linné i hans Systema naturae under det vetenskapliga namnet Hirundo riparia. Beskrivningen består av den korta texten H[irundo] cinerea, gula abdomineque albis—"en askgrå svala, med vit strupe och buk"—och typlokal angavs enbart som "Europa".
Backsvala är en flyttfågel som häckar över stora delar av norra halvklotet, i Europa, delar av norra Asien och Nordamerika. Den har sina vinterkvarter i varmare tropiska delar på södra halvklotet i södra Afrika, Sydamerika och Sydostasien. Vissa auktoriteter delar in backsvalan i fyra underarter, medan andra delar upp den i så många som åtta. Clements et al. 2021 delar upp den i fyra underarter med följande utbredning:
- vanlig backsvala[10] Riparia riparia riparia – häckar i Nordamerika från Alaska till östra Kanada, brett söderut till norra USA och mer fläckvist till södra USA och nordöstra Mexiko samt från Europa österut genom Ryssland, Turkiet och Syrien österut till Sibirien och Centralasien; övervintrar huvudsakligen i Sydamerika och Afrika
- Riparia riparia innominata – förekommer i sydöstra Kazakstan
- Riparia riparia ijimae – förekommer i östra Asien
- Riparia riparia shelleyi – förekommer Egypten
- Riparia riparia eilata – har okänt häckningsområde, endast sedd under flyttningen i Israel

International Ornithological Congress IOC inkluderas underarten eilata i shelleyi, men urskiljer istället taczanowskii med utbredning från södra Sibirien och centrala Mongoliet till östra Sibirien.
Tidigare behandlades blek backsvala (Riparia diluta) som en underart till backsvalan, men urskiljs nu oftast som egen art. De båda taxonens utbredningsområden överlappar och lokaler där båda arter häckar förekommer utan hybridisering.

### Förekomst i Sverige
I Sverige häckar de oregelbundet, men ganska spritt över hela Sverige. De flyttar till sina övervintringsområden i tropiska Afrika under augusti och september. De anländer igen till Sverige under maj månad.

## Ekologi

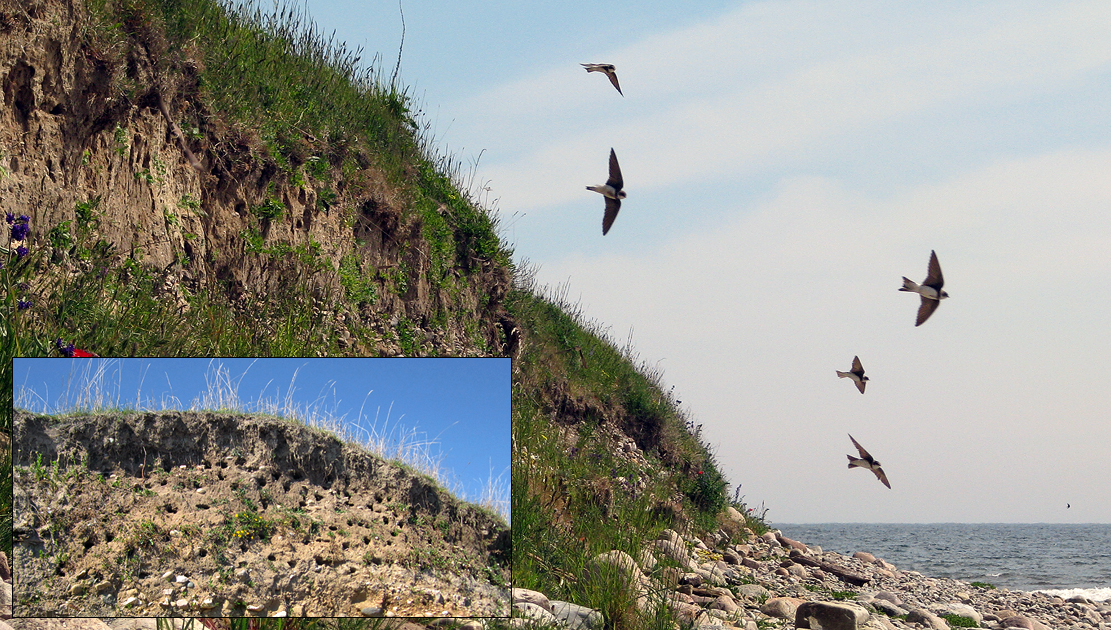
Backsvalor flyger ut ur sina bohålor. Infälld bild på bohålor i backsvalekoloni.

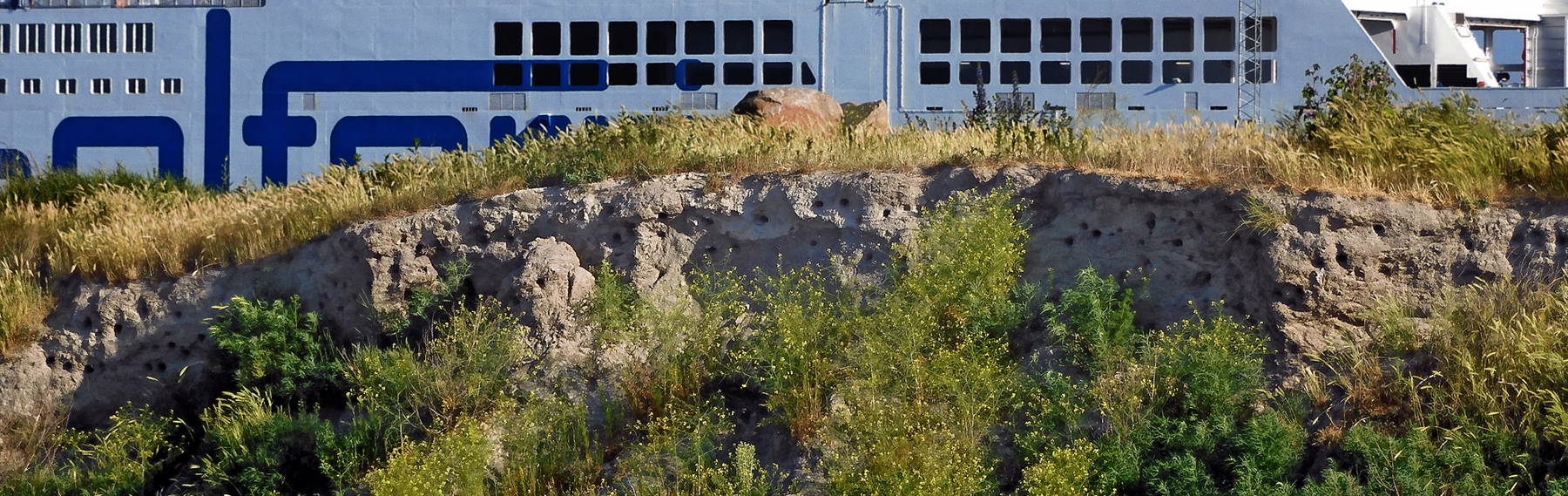
Ca 80 övergivna bohålor. Ystad 2021.

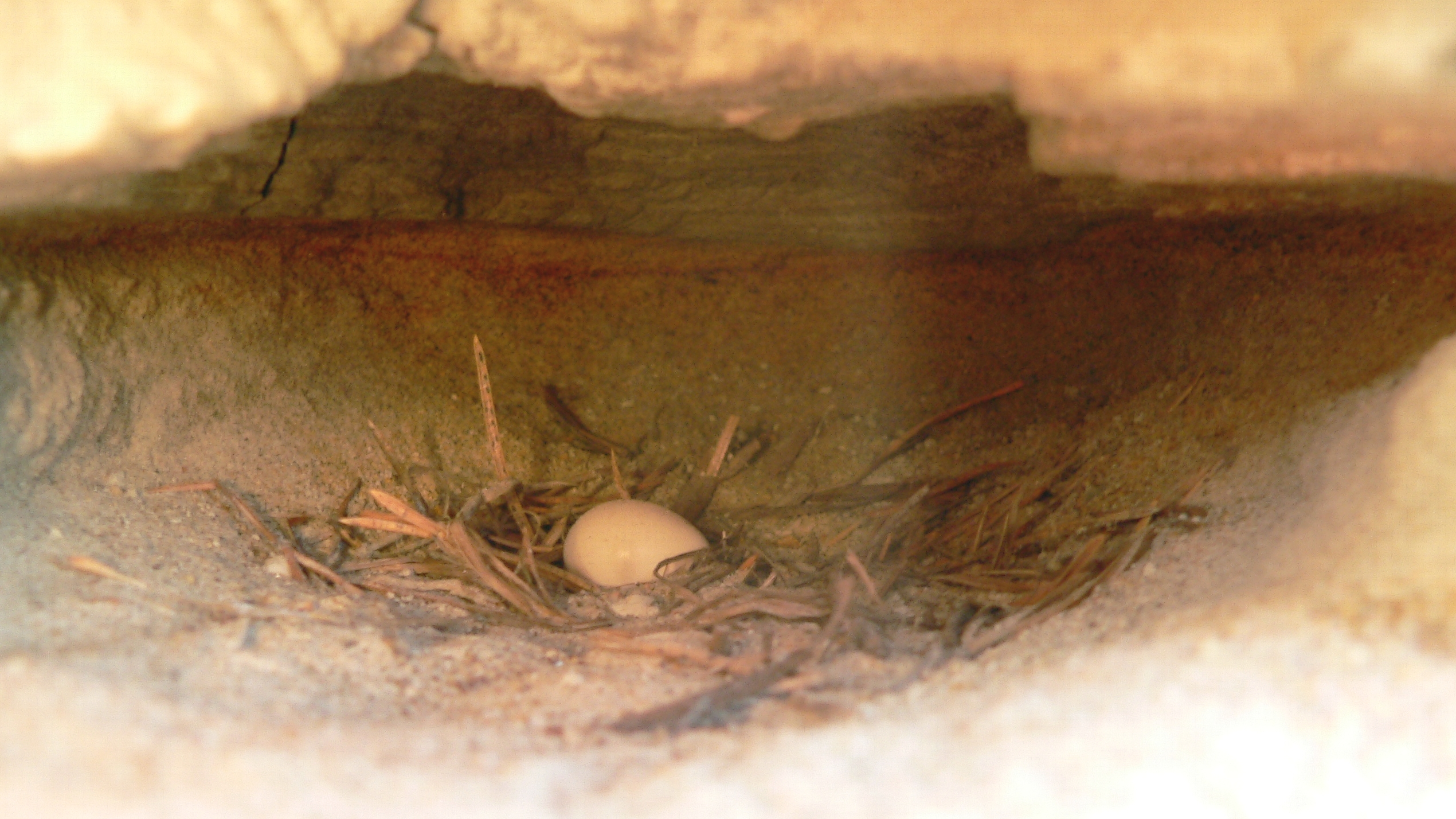
Ett föga konstfärdigt bo med ett ägg.

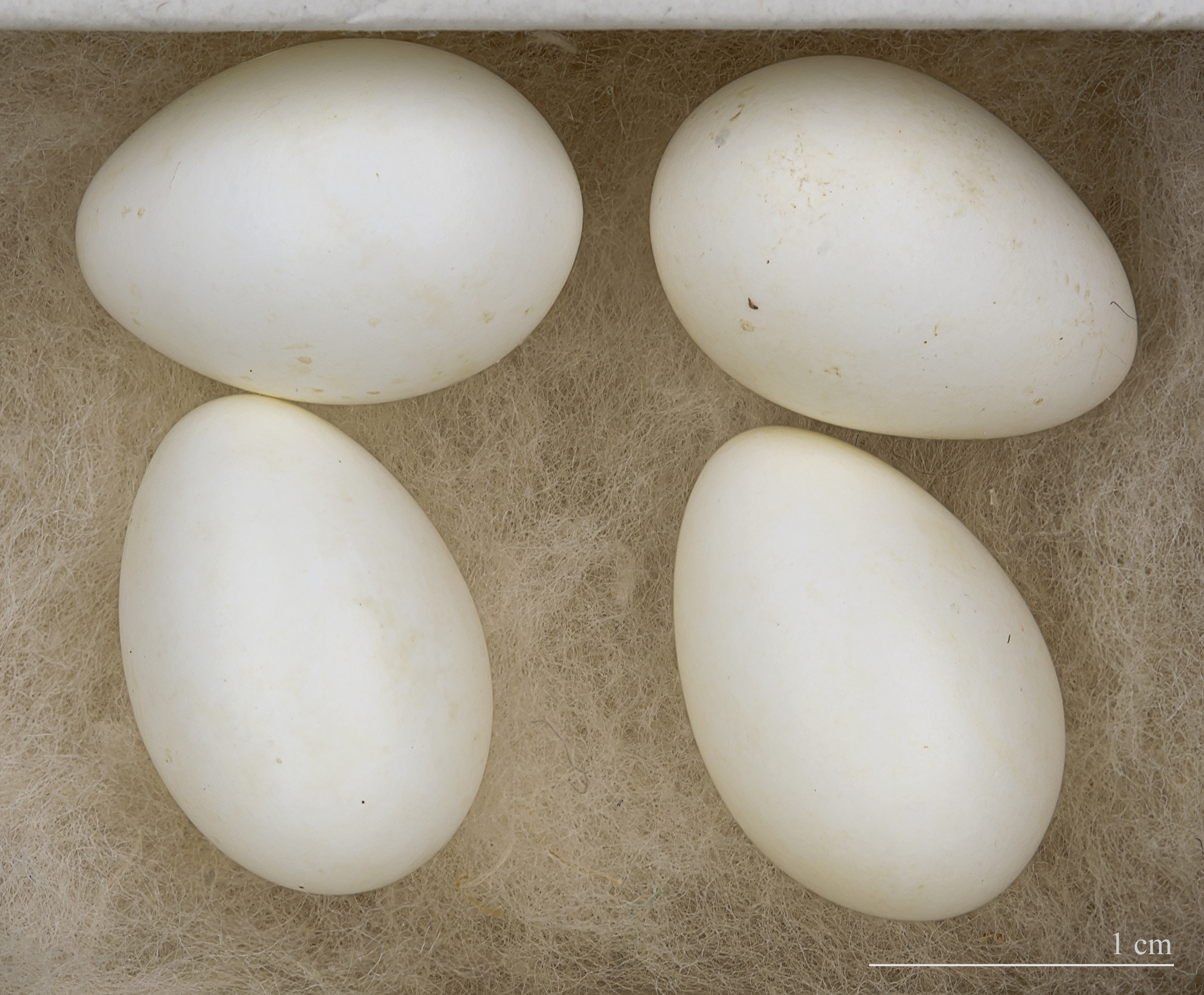
Ägg av backsvala
Ur Muséum de Toulouses samling.

Backsvalan är en obligat kolonihäckare som vanligtvis förekommer vid större vatten, såsom floder, sjöar och havsvikar, både vid häckningsplatsen och i vinterkvarteret. Den anländer till sina häckningslokaler som första art inom familjen svalor, de första redan i slutet av mars, ofta precis innan ladusvalan kommer. De lämnar även sina häckningsplatser tidigt, och enstaka individer kan flytta söderut från sina nordligaste häckningsområden nästan när som helst. Flertalet påbörjar flyttningen i augusti, och flertalet har lämnat häckningsområdena i slutet av september.
När de anländer om våren ansamlas de först vid ett större vattendrag och födosöker. Först senare uppsöker de sin häckningskoloni, som alltid är placerad i en sandig eller grusig brant, såsom en flodbank eller en grustäkt. Till skillnad från andra svalor söker den inte bebyggelse. Kolonierna består av allt från ett dussintal till flera hundratals par, som häckar tätt ihop. Koloniplatserna återanvänds ofta år efter år. 
Boet placeras i slutet av en utgrävd tunnel, som sträcker sig vågrätt 10 cm till 120 cm in i marken. Redet består av hopskrapade strån och fjädrar som placeras i en kammare i slutet av tunneln. Den lägger i genomsnitt fyra till sex ägg, men kullar med två till sju ägg har observerats. Äggen ruvas av båda föräldrar i 14–15 dagar. Efter kläckningen tar båda föräldrar hand om ungarna tills de är flygga efter 18–26 dagar. De sydligare häckarna lägger ofta två kullar per häckningssäsong.
Den fångar all sin föda i flykten och lever av små flygande insekter där merparten har ett vattenlevande förstadie, men i vinterkvarter även av termiter.

## Backsvalan och människan

### Status och hot
Backsvalan är över stora delar av sitt utbredningsområde en ganska vanlig fågel och kategoriseras som livskraftig (LC) av IUCN. Den minskar dock i antal. Beståndet i Europa uppskattas till mellan drygt 3,6 och 8 miljoner par.

#### Status i Sverige
Backsvalan minskar i antal i Sverige, så pass att den numera tas med på rödlistan över hotade arter som sårbar. De senaste tolv åren har populationen minskat med hela 20–60 %. År 2009 beräknades det finnas cirka 56 000 par i landet, medan en uppskattning från 2018 endast når upp till 26 000 par.

### Namn
Backsvalans vetenskapliga namn härstammar från latinets ripa, som betyder flodbank. Äldre svenska trivialnamn för "backsvala" är strandsvala och jordsvala. I Västerbotten har den även dialektalt kallats lersolv.